# Berbek (Berbek)
Berbek is een bestuurslaag in het regentschap Nganjuk van de provincie Oost-Java, Indonesië. Berbek telt 4518 inwoners (volkstelling 2010).